# آخرین یاغی
آخرین یاغی (به انگلیسی: The Last Outlaw) یک فیلم تلویزیونی وسترن آمریکایی محصول سال ۱۹۹۳ به کارگردانی جف مورفی با بازی میکی رورک، درموت مالرونی، تد لواین، دنیل کویین، گاوان اوهرلیهی، کیث دیوید، جان کریستوفر مک‌گینلی و استیو بوشمی به همراه تعدادی دیگر از بازیگران شناخته شده‌است. از آن زمان به یک کلاسیک کالت در میان طرفداران ژانر وسترن تبدیل شده‌است. این فیلم اولین بار در تاریخ ۳۰ اکتبر ۱۹۹۳ از شبکه اچ‌بی‌او پخش شد.

## داستان
وقتی جنگ به پایان می‌رسد، واحد سواره نظام به فرماندهی گراف (با بازی رورک) تصمیم می‌گیرد که با هم بمانند و قانون شکن شوند. آنها شروع به سرقت از بانک می‌کنند و به دلیل تجربه و تاکتیک های خود موفق می‌شوند. شهروندان محلی و قانونگذاران برای مقابله با آنها قابل مقایسه نیستند. با این حال، هنگامی که یک سرقت به طرز وحشتناکی اشتباه می‌شود، آنها خود را تحت تعقیب مارشال شارپ می‌بینند که توانایی و احترام دارد.